# Oropesa (Toledo)
Oropesa ist eine Kleinstadt und eine zentralspanische Gemeinde mit 2.564 Einwohnern (Stand: 2024) in der Provinz Toledo der Region Kastilien-La Mancha. Das historische Ortszentrum ist als Nationales Kulturgut (Bien de Interés Cultural) in der Kategorie Conjunto histórico-artístico anerkannt.

## Lage und Klima
Die Kleinstadt Oropesa liegt zu Füßen der Sierra de Gredos im Westen der historischen Landschaft der La Mancha ca. 118 km (Fahrtstrecke) westlich der Stadt Toledo in einer Höhe von ca. 425 m; die ebenfalls historisch bedeutsame Stadt Talavera de la Reina befindet sich nur etwa 40 km östlich. Das Klima im Winter ist rau, im Sommer dagegen trocken und warm; der spärliche Regen (ca. 380 mm/Jahr) fällt überwiegend in den Wintermonaten.

## Bevölkerungsentwicklung
| Jahr      | 1857  | 1900  | 1950  | 2000  | 2017  |
| Einwohner | 2.230 | 2.817 | 4.578 | 2.717 | 2.730 |

Die seit den 1950er Jahren zunehmende Mechanisierung der Landwirtschaft und die Aufgabe von bäuerlichen Kleinbetrieben führten auch in der Kleinstadt zu einem Kaufkraftschwund und zur Abwanderung eines Teils der Bevölkerung.

## Wirtschaft
Die Kleinstadt liegt an einem alten Handelsweg entlang des Río Tajo. Das Umland von Oropesa war und ist im Wesentlichen landwirtschaftlich geprägt; die Menschen lebten weitgehend als Selbstversorger. Die Stadt selbst diente als handwerkliches und merkantiles Zentrum für die umliegenden Dörfer. Seit den 1960er Jahren ist der Tagestourismus von größerer Bedeutung.

## Geschichte
Keltische, römische und westgotische Funde wurden bislang nicht gemacht. Die Mauren errichteten jedoch eine Festung, von der noch Reste erhalten sind. Nach erfolgreicher Rückeroberung (reconquista) im Jahre 1085 durch die Christen unter der Führung des leonesisch-kastilischen Königs Alfons VI. wurde die Gegend wiederbesiedelt (repoblación). Erstmals wird der Ort in einem Dokument des Jahres 1277 erwähnt. Im Jahr 1366 übergab Heinrich II. die Stadt und ihr Umland in Anerkennung für treue Dienste an García Álvarez de Toledo, den 1. Herzog von Alba, dessen Familie um 1400 die heutige Burg erbaute. Die Katholischen Könige Isabella I. und Ferdinand II. machten aus der bloßen Grundherrschaft (señorio) im Jahr 1475 eine Grafschaft (condado).

## Sehenswürdigkeiten
- Unmittelbar neben einer älteren maurischen Festung errichtete ein Angehöriger des Hauses Álvarez de Toledo im Jahr 1402 die heutige Burg (castillo) mit ihrem dominanten Bergfried (torre del homenaje) aus Granitgestein. Um die Mitte des 16. Jahrhunderts entstand im Auftrag von Francisco Álvarez de Toledo (1515–1582), Herzog von Alba und Graf von Oropesa, der benachbarte Palast (palacio), der seit 1930 als Parador[5] genutzt wird.
- Die einschiffige, aber mit einem Querhaus versehene Iglesia de Nuestra Señora de la Asunción ist der Himmelfahrt Mariens geweiht und wurde im 16. Jahrhundert unweit der Burg ebenfalls weitgehend aus Granit errichtet. Bemerkenswert sind vor allem das Renaissanceportal in der unteren Zone des Glockenturms und die polygonal gebrochene Apsis mit ihrer kassettenartigen Kalottenwölbung.
- Das Jesuitenkolleg (Colegio de los Jesuitas) entstand um das Jahr 1600; seine Planung wird noch dem Escorial-Architekten Juan de Herrera († 1597) zugeschrieben.
- Die ungegliedert strenge Hausteinfassade der ansonsten im Mudéjar-Stil errichteten Kirche San Bernardo wird dem Architekten Francisco de Mora († 1610) zugeschrieben.
- Das alte Rathaus (ayuntamiento) mit seinem außergewöhnlich reich gestalteten Portal war ehemals ein Adelspalast.
- Der Uhrenturm an der Plaza del Navarro entstand im Jahr 1901.

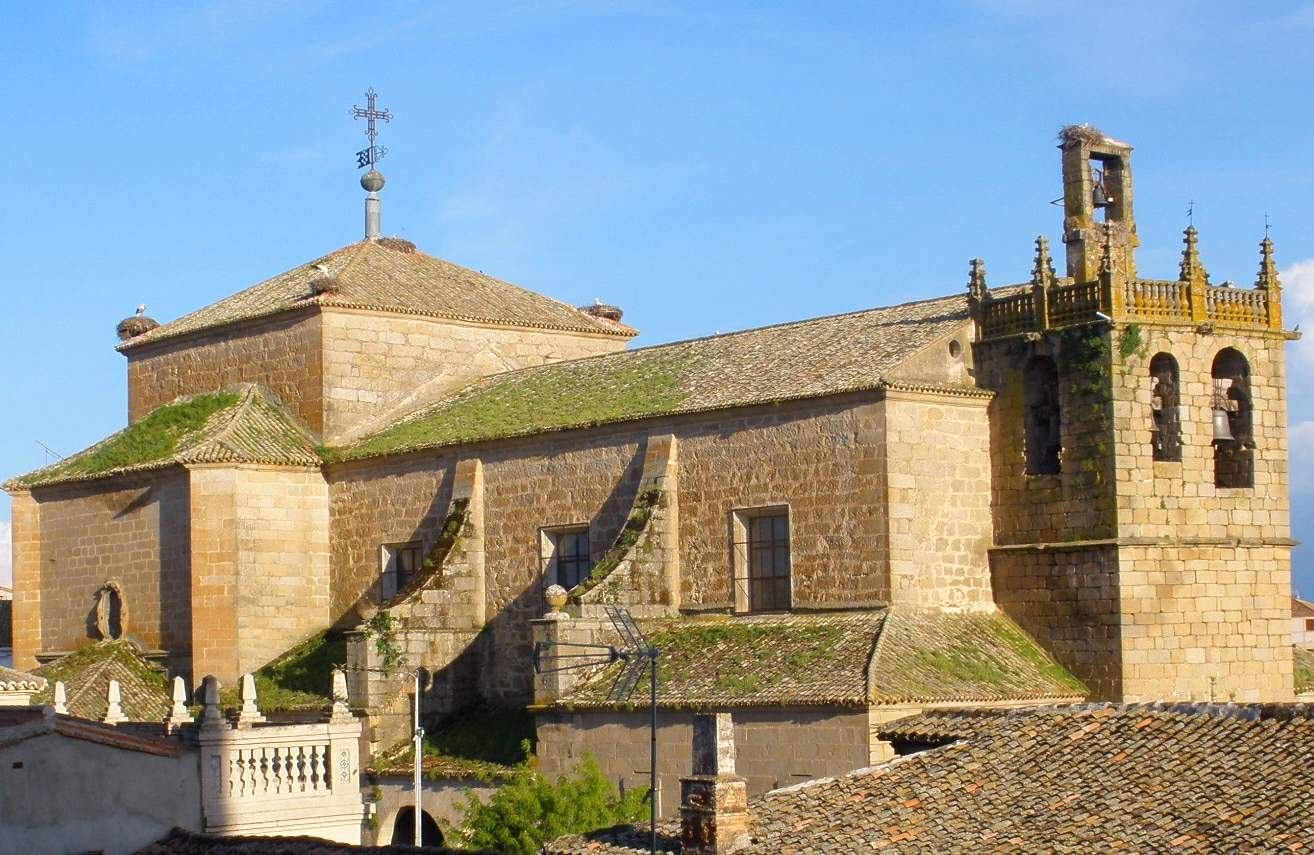
Iglesia de Nuestra Señora de la Asunción
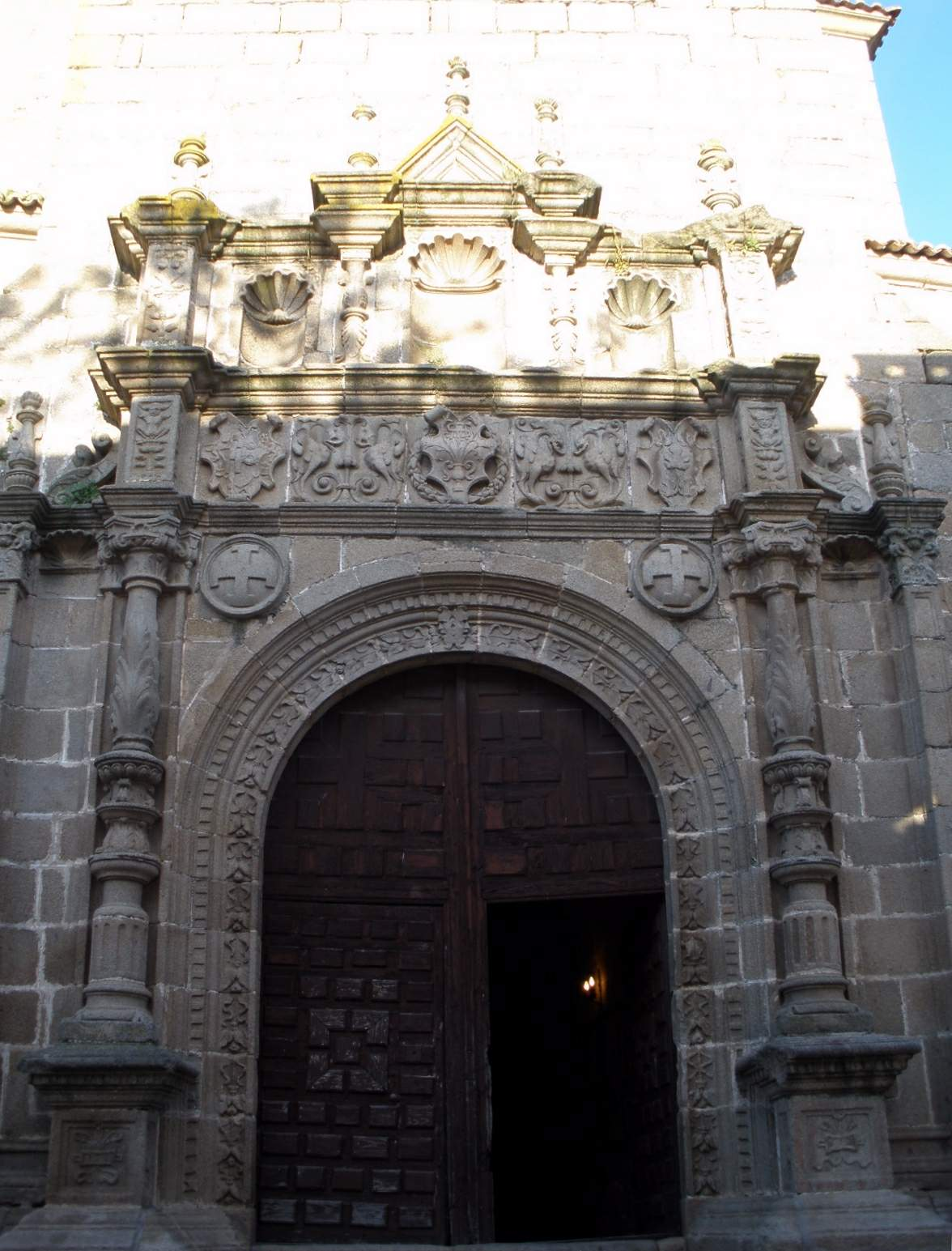
dto, Portal
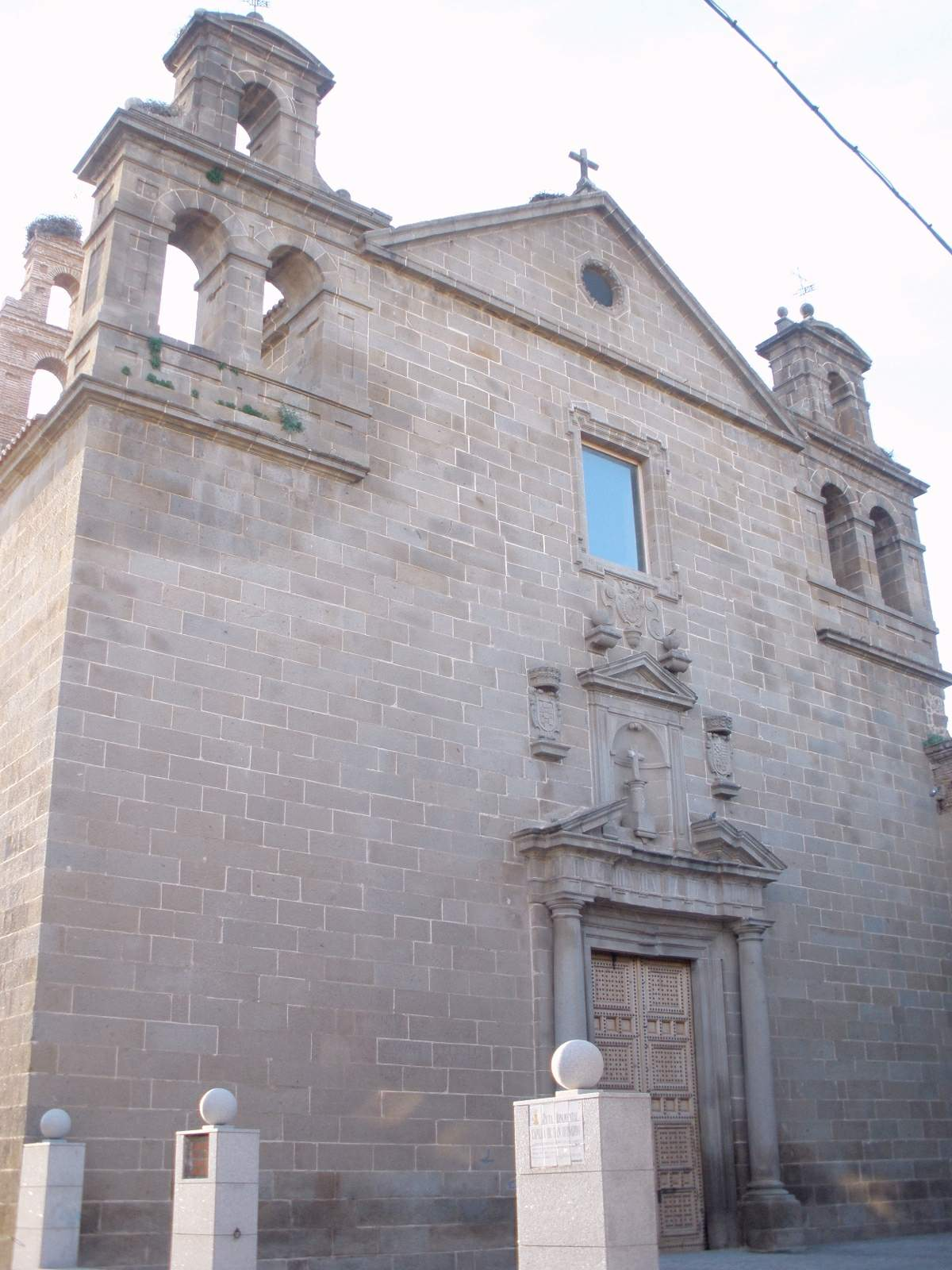
Iglesia San Bernardo
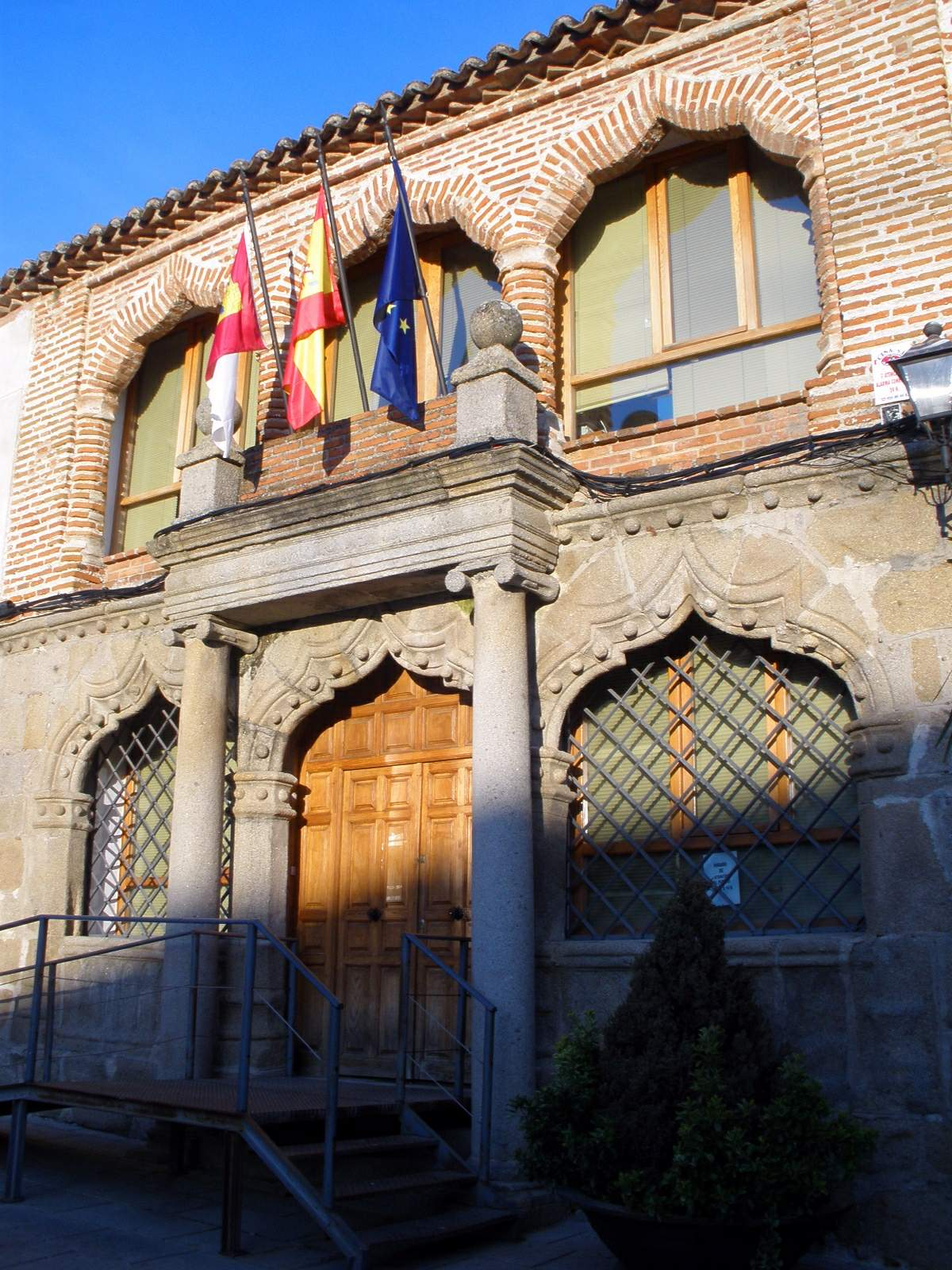
Rathausportal
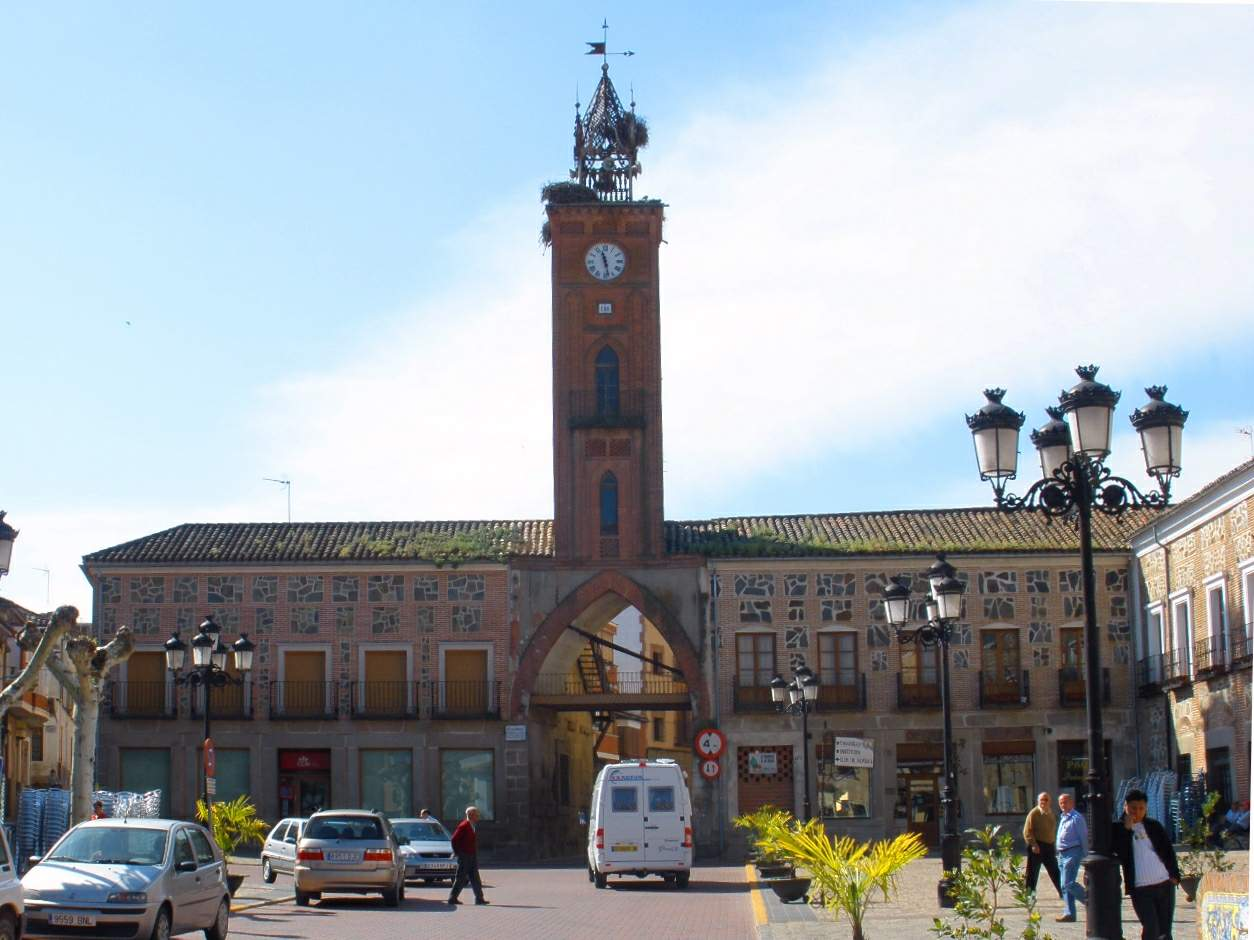
Plaza del Navarro mit Uhrenturm
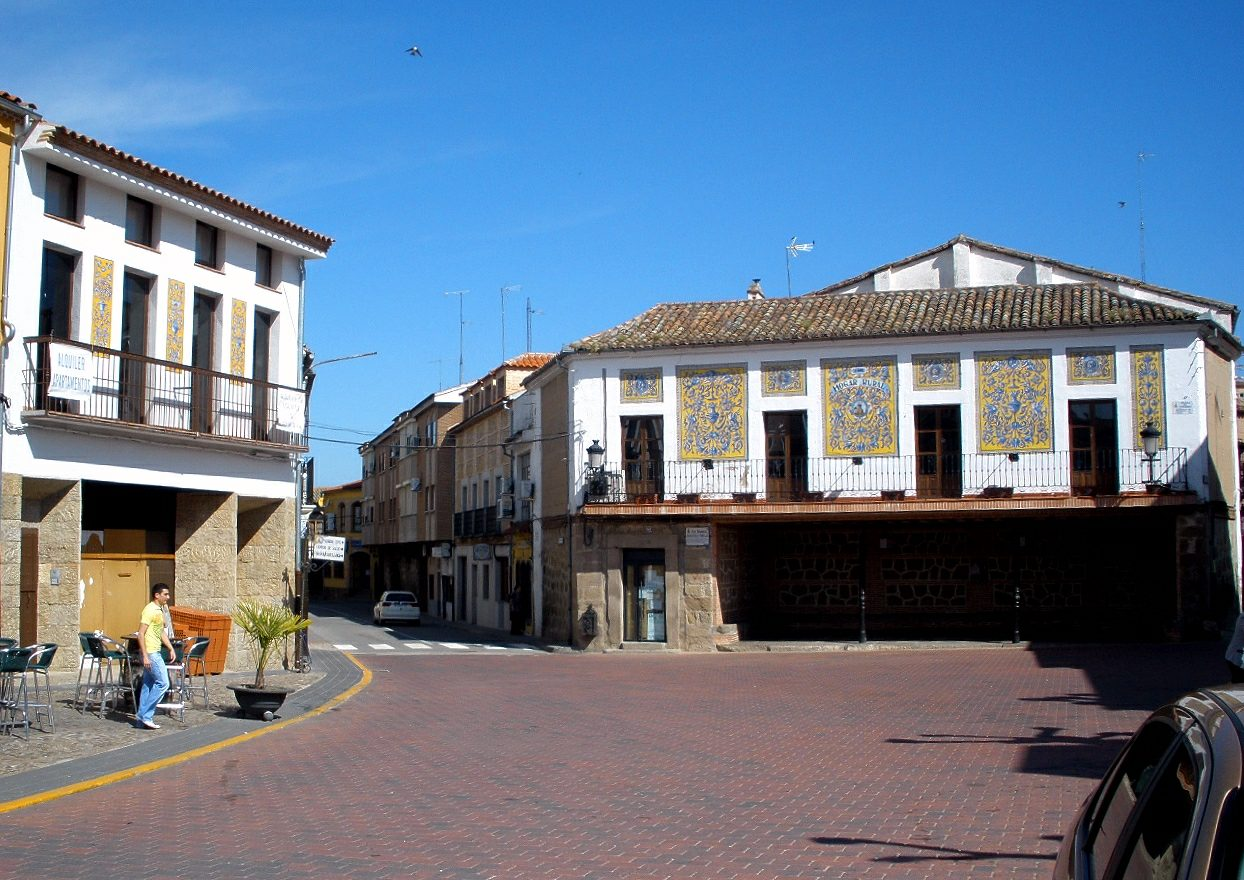
Plaza del Navarro

## Persönlichkeiten
- Juan de Castilla (auch Juan de Haro) (1264–1319), Infant von Kastilien, Grundherr (señor) von Oropesa etc., Alférez Mayor von Kastilien
- Fernando de Valencia (1316–1384), Señor de Valencia de Campos, Oropesa etc.
- Bernardino Vázquez de Tapia (1490–um 1552), Conquistador und Autor
- Rodrigo Orgóñez (1490–1538), Conquistador
- Alfonso von Orozco (1500–1591), Mönch und Prediger, Heiliger
- Francisco Álvarez de Toledo (1515–1582), Herzog von Alba und Graf von Oropesa, Vizekönig von Peru